# ليك رونكونكوما (نيويورك)
ليك رونكونكوما (بالإنجليزية: Lake Ronkonkoma)‏ هي قرية غير مضمنة في ولاية نيويورك الأمريكية.
يبلغ عدد سكانها حسب تعداد سنة 2000: 19,701 نسمة. ويبلغ عددهم حسب تقدير 2007 حوالي:20,000 نسمة.

## التركيبة السكانية
حدّد مكتب تعداد الولايات المتحدة بيانات التركيبة السكانية لليك رونكونكوما في تعداد الولايات المتحدة. في ما يلي، التركيبة السكانية حسب تعدادي 2000 و2010.

### تعداد عام 2000
بلغ عدد سكان ليك رونكونكوما 19,701 نسمة بحسب تعداد عام 2000، وبلغ عدد الأسر 6,700 أسرة وعدد العائلات 5,011 عائلة مقيمة في المنطقة السكنية. في حين سجلت الكثافة السكانية 1,551.3 نسمة لكل كيلومتر مربع (4,017.8/ميل2). وبلغ عدد الوحدات السكنية 6,949 وحدة بمتوسط كثافة قدره 547.2 لكل كيلومتر مربع (1,417.2/ميل2).
وتوزع التركيب العرقي للمنطقة السكنية بنسبة 93.53% من البيض و1.36% من الأمريكيين الأفارقة و0.15% من الأمريكيين الأصليين و2.41% من الأمريكيين ذوي الأصول الآسيوية و0.03% من سكان جزر المحيط الهادئ و1.25% من الأعراق الأخرى و1.27% من عرقين مختلطين أو أكثر و5.85% من الهسبانيون أو اللاتينيون من أي عرق.
بلغ عدد الأسر 6,700 أسرة كانت نسبة 38.9% منها لديها أطفال تحت سن الثامنة عشر تعيش معهم، وبلغت نسبة الأزواج القاطنين مع بعضهم البعض 59.8% من أصل المجموع الكلي للأسر، ونسبة 10.9% من الأسر كان لديها معيلات من الإناث دون وجود شريك، بينما كانت نسبة 4% من الأسر لديها معيلون من الذكور دون وجود شريكة وكانت نسبة 25.2% من غير العائلات. تألفت نسبة 20.3% من أصل جميع الأسر من عدة أفراد يعيشون في نفس المنزل ونسبة 9.7% كانت تتألف من شخص يعيش بمفرده يبلغ من العمر 65 عاماً أو أكثر. وبلغ متوسط حجم الأسرة المعيشية 2.86، أما متوسط حجم العائلات فبلغ 3.32.
بلغ العمر الوسطي للسكان 36.7 عاماً. وكانت نسبة 24.5% من القاطنين تحت سن الثامنة عشر، وكانت نسبة 7.2% بين الثامنة عشر والرابعة والعشرين عاماً، ونسبة 32.1% كانت واقعةً في الفئة العمرية ما بين الخامسة والعشرين والرابعة والأربعين عاماً، ونسبة 22.9% كانت ما بين الخامسة والأربعين والرابعة والستين، ونسبة 10.6% كانت ضمن فئة الخامسة والستين عاماً فما فوق. يوجد لكل 100 أنثى 94.7 ذكر، ويوجد لكل 100 أنثى في الثامنة عشر من عمرها فما فوق 91.9 ذكر.
بلغ متوسط دخل الأسرة في المنطقة السكنية 60,209 دولارًا، أما متوسط دخل العائلة فبلغ 67,375 دولارًا. وكان متوسط دخل الذكور 50,715 دولارًا مقابل 34,301 دولارًا للإناث. وسجل دخل الفرد الخاص بالمنطقة السكنية 23,233 دولارًا. وكانت نسبة 3.1% من العائلات ونسبة 6.2% من السكان تحت خط الفقر، وكان من هؤلاء نسبة 4.1% تحت سن الثامنة عشر ونسبة 17% في الخامسة والستين من العمر وما فوق.

### تعداد عام 2010
بلغ عدد سكان ليك رونكونكوما 20,155 نسمة بحسب تعداد عام 2010، وبلغ عدد الأسر 6,932 أسرة وعدد العائلات 4,989 عائلة مقيمة في المنطقة السكنية. في حين سجلت الكثافة السكانية 1,587 نسمة لكل كيلومتر مربع (4,110.3/ميل2). وبلغ عدد الوحدات السكنية 7,199 وحدة بمتوسط كثافة قدره 566.9 لكل كيلومتر مربع (1,468.3/ميل2).
وتوزع التركيب العرقي للمنطقة السكنية بنسبة 89.23% من البيض و2.43% من الأمريكيين الأفارقة و0.17% من الأمريكيين الأصليين و4.54% من الأمريكيين ذوي الأصول الآسيوية و0.01% من سكان جزر المحيط الهادئ و1.89% من الأعراق الأخرى و1.73% من عرقين مختلطين أو أكثر و9.96% من الهسبانيون أو اللاتينيون من أي عرق.
بلغ عدد الأسر 6,932 أسرة كانت نسبة 37.4% منها لديها أطفال تحت سن الثامنة عشر تعيش معهم، وبلغت نسبة الأزواج القاطنين مع بعضهم البعض 56.9% من أصل المجموع الكلي للأسر، ونسبة 10.4% من الأسر كان لديها معيلات من الإناث دون وجود شريك، بينما كانت نسبة 4.7% من الأسر لديها معيلون من الذكور دون وجود شريكة وكانت نسبة 28% من غير العائلات. تألفت نسبة 23.2% من أصل جميع الأسر من عدة أفراد يعيشون في نفس المنزل ونسبة 12% كانت تتألف من شخص يعيش بمفرده يبلغ من العمر 65 عاماً أو أكثر. وبلغ متوسط حجم الأسرة المعيشية 2.85، أما متوسط حجم العائلات فبلغ 3.36.
بلغ العمر الوسطي للسكان 39.9 عاماً. وكانت نسبة 23.8% من القاطنين تحت سن الثامنة عشر، وكانت نسبة 7.9% بين الثامنة عشر والرابعة والعشرين عاماً، ونسبة 26.8% كانت واقعةً في الفئة العمرية ما بين الخامسة والعشرين والرابعة والأربعين عاماً، ونسبة 27.8% كانت ما بين الخامسة والأربعين والرابعة والستين، ونسبة 13.7% كانت ضمن فئة الخامسة والستين عاماً فما فوق. وتوزع التركيب الجنسي للسكان بنسبة 48.6% ذكور و51.4% إناث.